# Kulstötning för damer i friidrott vid olympiska sommarspelen 1988
Kulstötning för damer vid olympiska sommarspelen 1988 i Seoul avgjordes den 1 oktober.

## Medaljörer
| Gren        | Guld                               | Guld    | Silver                       | Silver  | Brons           | Brons   |
| Kulstötning | Natalia Lisovskaja · Sovjetunionen | 22,24 m | Kathrin Neimke · Östtyskland | 21,07 m | Li Meisu · Kina | 21,06 m |

## Resultat

### Kval

#### Grupp A
| Placering | Totalt | Idrottare                   | Försök | Försök | Försök | Längd   | Noteringar |
| Placering | Totalt | Idrottare                   | 1      | 2      | 3      | Längd   | Noteringar |
| --------- | ------ | --------------------------- | ------ | ------ | ------ | ------- | ---------- |
| 1         | 1      | Claudia Losch (FRG)         | 18.82  | 20.39  | —      | 20.39 m |            |
| 2         | 2      | Li Meisu (CHN)              | 20.30  | —      | —      | 20.30 m |            |
| 3         | 3      | Kathrin Neimke (GDR)        | 20.18  | —      | —      | 20.18 m |            |
| 4         | 4      | Heike Hartwig (GDR)         | 19.22  | 20.06  | —      | 20.06 m |            |
| 5         | 7      | Zdeňka Šilhavá (TCH)        | 19.74  | —      | —      | 19.74 m |            |
| 6         | 9      | Cong Yuzhen (CHN)           | 19.55  | —      | —      | 19.56 m |            |
| 7         | 10     | Svetla Mitkova (BUL)        | 18.80  | 19.53  | —      | 19.53 m |            |
| 8         | 11     | Bonnie Dasse (USA)          | 19.29  | 19.45  | 18.94  | 19.45 m |            |
| 9         | 13     | Valentina Fedjuschina (URS) | 16.93  | 19.05  | 19.06  | 19.06 m |            |
| 10        | 18     | Connie Price (USA)          | 15.61  | X      | 17.09  | 17.09 m |            |
| 11        | 20     | María Isabel Urrutia (COL)  | 15.13  | 14.85  | 14.42  | 15.13 m |            |
| 12        | 21     | Yvonne Hanson-Nortey (GBR)  | 15.13  | 14.86  | X      | 15.13 m |            |
| 13        | 25     | Siololovau Ikavuka (TGA)    | 12.31  | X      | 11.18  | 12.31 m |            |

#### Grupp B
| Placering | Totalt | Idrottare                 | Försök | Försök | Försök | Längd   | Noteringar |
| Placering | Totalt | Idrottare                 | 1      | 2      | 3      | Längd   | Noteringar |
| --------- | ------ | ------------------------- | ------ | ------ | ------ | ------- | ---------- |
| 1         | 5      | Ines Müller (GDR)         | 19.79  | —      | —      | 19.79 m |            |
| 2         | 6      | Natalia Lisovskaja (URS)  | 19.78  | —      | —      | 19.78 m |            |
| 3         | 8      | Huang Zhihong (CHN)       | 19.71  | —      | —      | 19.71 m |            |
| 4         | 12     | Natalja Achrimenko (URS)  | 19.26  | 19.40  | X      | 19.40 m |            |
| 5         | 14     | Iris Plotzitzka (FRG)     | 18.79  | 19.06  | X      | 19.06 m |            |
| 6         | 15     | Ramona Pagel (USA)        | 18.55  | 18.45  | 18.36  | 18.55 m |            |
| 7         | 16     | Judy Oakes (GBR)          | 17.76  | 18.34  | 18.02  | 18.34 m |            |
| 8         | 17     | Myrtle Augee (GBR)        | 16.85  | 16.44  | 17.31  | 17.31 m |            |
| 9         | 19     | Deborah Saint-Phard (HAI) | 14.87  | 15.35  | 16.02  | 16.02 m |            |
| 10        | 22     | Grace Apiafi (NGR)        | 15.06  | 15.05  | 14.58  | 15.06 m |            |
| 11        | 23     | Choi Mi-Sun (KOR)         | 13.90  | 13.44  | 13.97  | 13.97 m |            |
| 12        | 24     | Jeanne-Nicole Ngo (CMR)   | 11.84  | 12.73  | 12.61  | 12.73 m |            |
| —         | —      | Sona Vasickova (TCH)      | —      | —      | —      | DNS     |            |

### Final
| Placering | Idrottare                | Försök | Försök | Försök | Försök | Försök | Försök | Längd   | Noteringar |
| Placering | Idrottare                | 1      | 2      | 3      | 4      | 5      | 6      | Längd   | Noteringar |
| --------- | ------------------------ | ------ | ------ | ------ | ------ | ------ | ------ | ------- | ---------- |
| 1         | Natalia Lisovskaja (URS) | 21.69  | 21.49  | 21.24  | 21.74  | 21.11  | 22.24  | 22,24 m |            |
| 2         | Kathrin Neimke (GDR)     | 19.64  | 20.07  | 19.82  | 20.37  | 20.72  | 21.07  | 21,07 m |            |
| 3         | Li Meisu (CHN)           | 19.99  | 20.03  | 20.72  | 20.49  | 21.06  | 20,84  | 21.06 m |            |
| 4         | Ines Müller (GDR)        | 20.37  | 19.34  | X      | X      | 19.55  | 20.34  | 20,37 m |            |
| 5         | Claudia Losch (FRG)      | 20.08  | X      | 19.40  | 20.27  | X      | X      | 20,27 m |            |
| 6         | Heike Hartwig (GDR)      | 19.94  | 20.20  | 19.71  | 20.16  | X      | 19.75  | 20,20 m |            |
| 7         | Natalja Achrimenko (URS) | 19.37  | 19.86  | 19.18  | X      | 19.60  | 20.13  | 20,13 m |            |
| 8         | Huang Zhihong (CHN)      | 18.26  | 19.15  | 19.82  | 19.79  | 19.73  | 19.56  | 19,82 m |            |
|           |                          |        |        |        |        |        |        |         |            |
| 9         | Cong Yuzhen (CHN)        | 19.69  | X      | 19.65  |        |        |        | 19.69 m |            |
| 10        | Svetla Mitkova (BUL)     | 18.29  | 18.79  | 19.09  |        |        |        | 19.09 m |            |
| 11        | Zdeňka Šilhavá (TCH)     | 16.85  | 18.86  | X      |        |        |        | 18.86 m |            |
| 12        | Bonnie Dasse (USA)       | 17.60  | 17.59  | 17.51  |        |        |        | 17.60 m |            |